# Norgesmesterskapet 1903
La Norgesmesterskapet 1903 fu la seconda edizione della coppa nazionale norvegese. Come la precedente edizione il torneo era a inviti, e solo quattro squadre parteciparono.

## Incontri

### Semifinali
| Squadra 1         | Risultato | Squadra 2        |
| ----------------- | --------- | ---------------- |
| 21 settembre 1903 |           |                  |
| Porsgrunds FC     | 0–1       | Grane Nordstrand |
| 22 settembre 1903 |           |                  |
| Lyn               | 0–1       | Odd              |

### Finale
| Arbitro: | Finn Hagemann (Lyn) |

|        |           |  |
| Gasman | Marcatori |  |